# Video-kassette-optager
En video-kassette-optager (på engelsk: video cassette recorder eller forkortet VCR) er en type af videooptager, som anvender flytbare videobånd-kassetter indeholdende magnetbånd til at optage lyd og videosekvenser fra en tv-udsendelse, så den kan afspilles senere. De fleste VCR'er har deres egen tv-tuner (for direkte tv-modtagelse) og en programmerbar timer (for selv at kunne optage en bestemt kanal på i et bestemt tidsinterval).

## Formater
Analoge:
- VCR, det første video-kassette system (fra 1971 udviklet af fra Philips og Grundig), hvor spolerne lå oven på hinanden.
- VHS (JVC)
  - Super-VHS, S-VHS
  - VHS-C
  - S-VHS-C
- Betamax (Sony)
- Video 2000 (Philips)
- Video8
- MicroMV
- Cartrivision
- Professionelle analoge:
  - U-matic (Sony)
  - Betacam (Sony)

Digitale:
- Digital8 (Sony)
- MiniDV (bl.a. Sony, JVC, Panasonic)
- Professionelle digitale:
- Digital Betacam
- DVCAM

Blandet analoge og digitale:
- Hi8